# Apollo radio
apollo radio (Eigenschreibweise: „apollo radio)))“) – ist ein privater Hörfunksender aus Sachsen, der seit November 2004 auf Sendung ist. Betreiber ist die: Sächsisches Gemeinschaftsprogramm GmbH & Co. KG.

## Sendegebiet
apollo radio strahlt in den sächsischen Städten Leipzig, Dresden und Chemnitz und Grimma ein 24-Stunden-Spartenprogramm mit einer Mischung aus klassischer Musik, Filmmusik, Soul und Jazz aus. In Chemnitz, Leipzig und Dresden teilte sich apollo radio seine Frequenzen mit lokalen nicht-kommerziellen Radios, die werktäglich zwischen 18 und 23 Uhr, am Wochenende sogar von 12 bis 24 Uhr senden. In Chemnitz war täglich eine Stunde der Hochschulsender Radio UNiCC, danach das Bürgerradio Radio T auf der Frequenz von Apollo Radio zu empfangen. In Leipzig teilte sich apollo radio wiederum mit Radio Blau drei Frequenzen und in Dresden mit dem freien Radiosender coloRadio zwei Frequenzen. Die UKW-Frequenzen hatten eine nur geringe Reichweite, sodass pro Stadt teilweise Füllfrequenzen eingesetzt werden mussten. apollo radio ist außerdem als Livestream empfangbar.
Seit dem 31. Januar 2018 ist Apollo Radio in Leipzig auf Kanal 6C zu empfangen, inzwischen ist das Programm über DAB+ auch in Freiberg (Kanal 10D), Chemnitz (Kanal 5B) und Dresden (Kanal 8C) auf Sendung.

## Funkhaus
Produziert wird das Programm im Ammonhof in Dresden, wo ebenfalls Hitradio RTL und Radio Dresden ihren Sitz haben.
Apollo Radio sendete vor dem Umzug am ehemaligen Standort Carolastraße 4–6, Chemnitz.

## Programm
Das Programm ist unmoderiert. Apollo Radio sendet nach einem wöchentlichen festen Sendeschema. Die Sendungen unterscheiden sich teilweise musikalisch, inhaltlich aber kaum voneinander. So wird meist im halbstündlichen Wechsel klassische und Jazz- oder jazznahe Musik gesendet. Abweichungen gibt es in einer täglichen Sondersendung zwischen 10 Uhr und 10.30 Uhr sowie in den Sendungen Jazzbrunch, Klassik am Mittag, Soul nach Tisch, Blaue Stunde und ’gen Süden. In der Sendezeit, in der in Dresden, Chemnitz und Leipzig die freien Bürgerradios via UKW aufgeschaltet wurden, wurde via Livestream und DAB+ ein Klassik- und Jazz-Musikprogramm nach Standardschema gesendet. Die Nachrichten stammen von der Regiocast, die Kirchenbeiträge aus der Kirchenredaktion der BCS.

## Besonderheiten
apollo radio ist trotz des kommerziellen Status nahezu werbefrei. apollo radio erhielt die UKW-Frequenzzuteilung unter der Auflage, pro Woche 49 Stunden Sendezeit den Freien Bürgerradios in Sachsen (Radio Blau [Leipzig], Radio T [Chemnitz] und coloRadio [Dresden]) einzuräumen.
Der Schriftzug des Logos ist stark dem von Apollo Computer entlehnt.
Zum 1. April 2025 wurde die Übertragung per UKW eingestellt, da die Frequenzen von den nicht-kommerziellen Lokalradios bespielt werden, wird in der nicht-lizenzierten sendefreien Zeit ein Leerträger gesendet. Nur die 88,9 MHz in Chemnitz, auf der apollo radio bisher rund um die Uhr lief, wurde komplett abgeschaltet.

## Empfang (DAB+)
| Raum Dresden | Raum Dresden |  | Raum Leipzig | Raum Leipzig |  | Raum Chemnitz | Raum Chemnitz |
| DAB+ Dresden | 8C           |  | DAB+ Leipzig | 6C           |  | DAB+ Chemnitz | 5B            |
| DAB+ Dresden | 8C           |  | DAB+ Leipzig | 6C           |  | DAB+ Freiberg | 10D           |